# BMWザウバー・F1.08
BMWザウバー・F1.08はBMWザウバーが2008年のF1世界選手権参戦用に開発したフォーミュラ1カーで、ウィリー・ランプが設計した。2008年の開幕戦から最終戦まで実戦投入された。

## F1.08

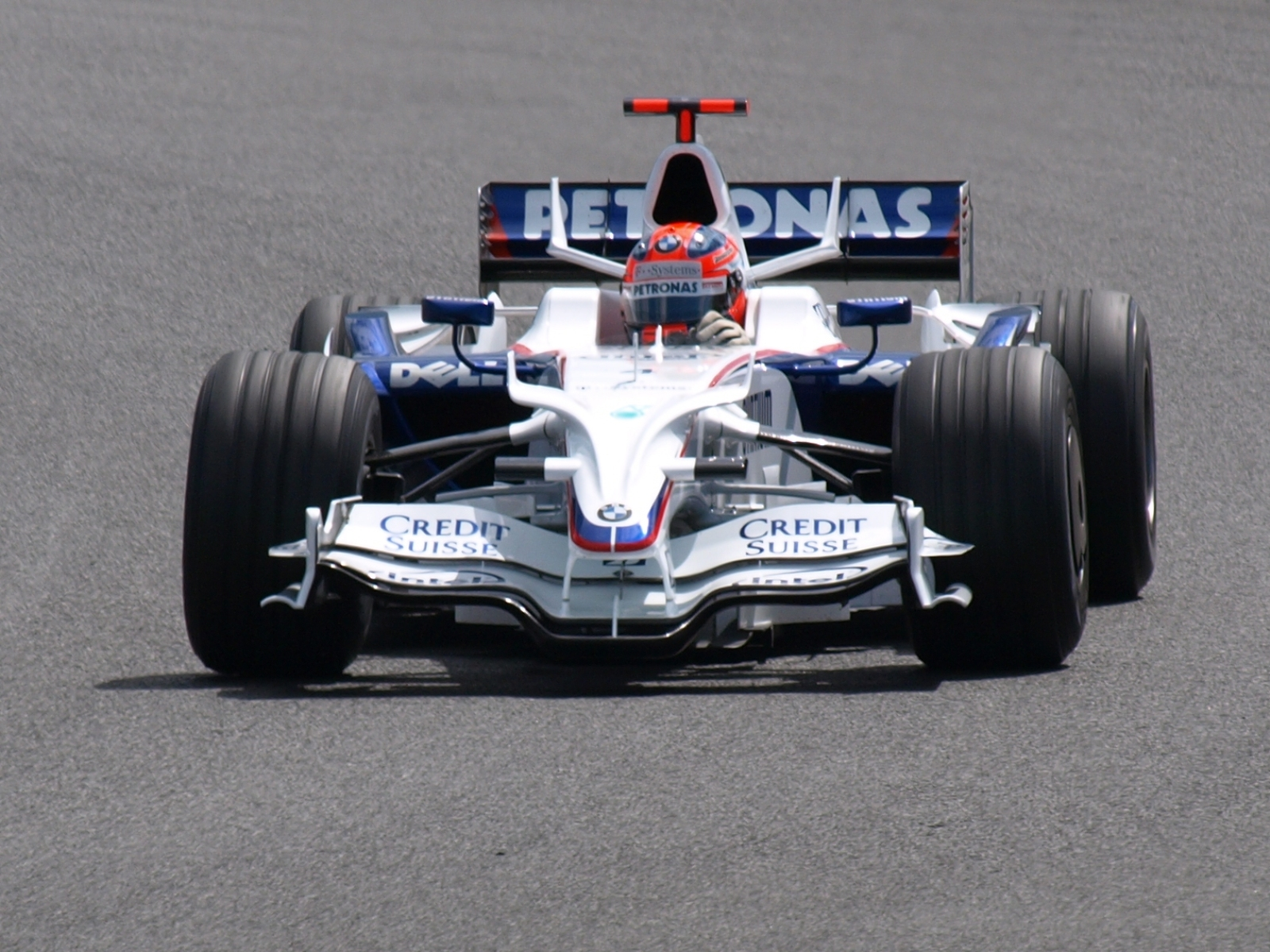
シルバーストンテストでのF1.08

F1.08は安定性のあったF1.07をベースとして通常進化させたものである。チームはスーパーコンピュータを装備する風洞施設を活用して、今までに見られないような様々なエアロパーツを投入した。
フロントノーズ上には、マクラーレンが考案したエンジンカウルのホーンウイングのようなパーツが装着された。これは後にレッドブル・RB4やホンダ・RA108などに模倣された。
フロントウィングは3層構造で、ノーズから吊り下げるステーが真ん中のプレートに接続しているのが特徴。サイドポンツーン周りはフィンやミニウィングが連なり、非常に複雑な構成となっている。
その他の変更点としては、4つのホイールにフェラーリのようなホイールカバーを装着している。

## 2008年シーズン

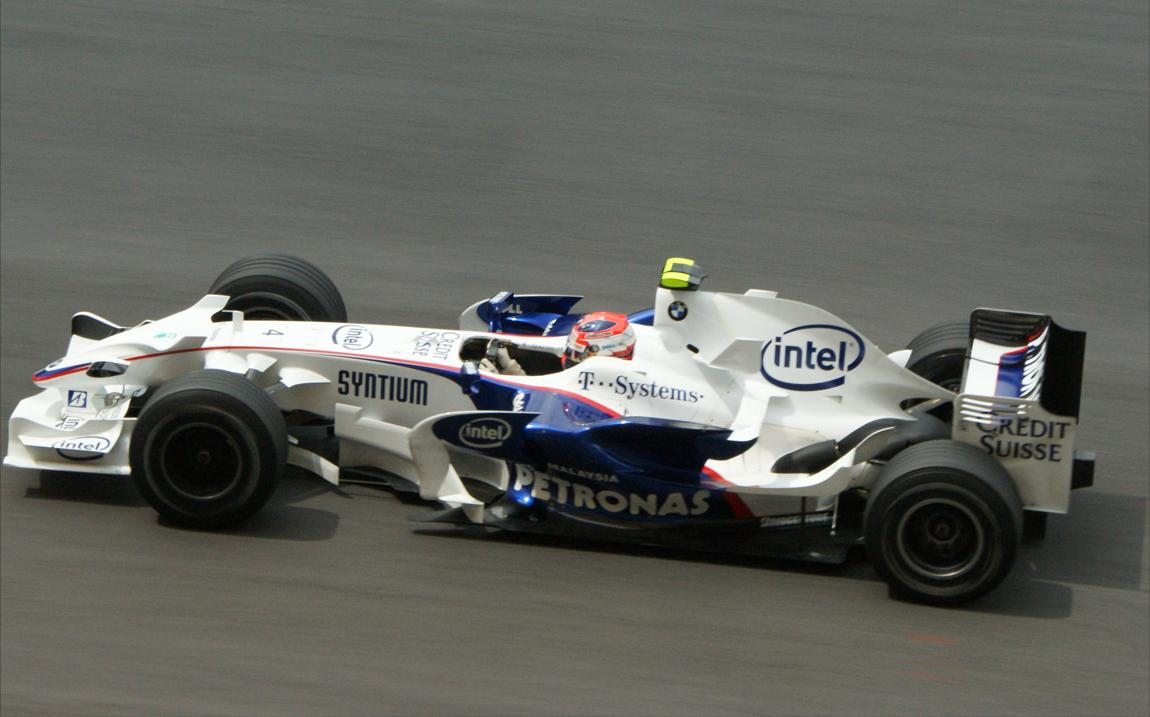
マレーシアGPのF1.08、ドライバーはロバート・クビサ

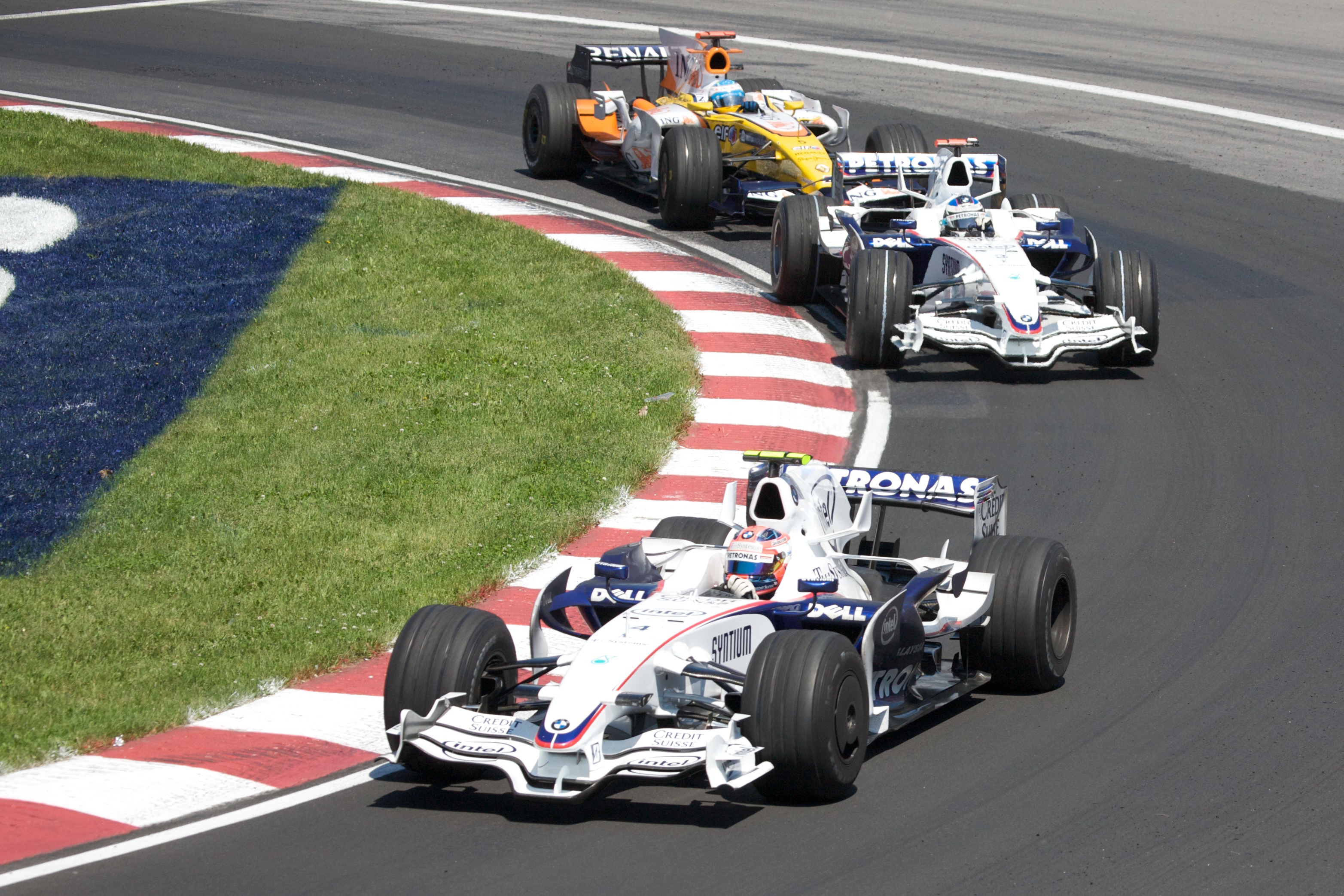
カナダGPで1-2フィニッシュを飾った2台のF1.08。

2007年シーズンはフェラーリ、マクラーレンに次ぐポジションを維持していたが、2008年シーズンも開幕から速さは衰えることがなかった。第2戦マレーシアGPでニック・ハイドフェルドがチームにとって初ファステストラップを、第3戦バーレーンGPではロバート・クビサが初ポールポジションを獲得。第7戦カナダGPではクビサ・ハイドフェルドの順でチームにとっての初優勝を1-2フィニッシュで飾った。この時点でクビサはポイントリーダーとなった。
クビサは第17戦中国GPまでタイトル争いに加わっていたが、最終戦でフェラーリのキミ・ライコネンに抜かれ、ランキング4位で終えた。ハイドフェルドは終盤調子を取り戻したルノーのフェルナンド・アロンソに抜かれ、ランキング6位だった。
クビサとハイドフェルドの2人あわせて11回もの表彰台を獲得し、最終的にコンストラクターズランキングは3位となった。前年はマクラーレンが失格処分となっての2位だったため、地位的にあまり変化はないが、獲得ポイントは30点以上増している。

## スペック

### シャーシ
- シャーシ名 F1.08
- 全長 4,600 mm
- 全幅 1,800 mm
- 全高 1,000 mm
- ホイールベース 3,130mm
- 前トレッド 1,470 mm
- 後トレッド 1,410 mm
- ブレーキキャリパー ブレンボ
- ブレーキディスク・パッド ブレンボ・カーボンインダストリー
- クラッチ AP
- ダンパー ザックス
- ホイール O・Z
- タイヤ ブリヂストン
- ギヤボックス 7速セミオートマチッククイックシフト
- エレクトロニクス MES-マイクロソフト スタンダードECU
- 重量 605kg

### エンジン
- エンジン名 BMWP86/8
- 気筒数・角度 V型8気筒・90度
- 排気量 2,400cc
- バルブ 4バルブ/ニューマチック式
- エンジンブロック アルミニウム
- シリンダーヘッド アルミニウム
- クランクシャフト 鋳鉄
- ピストン アルミニウム
- コンロッド チタニウム
- スパークプラグ NGK
- オイルシステム ドライサンプ
- エンジン重量 95kg

## 記録
| 年   | No. | ドライバー             | 1   | 2   | 3   | 4   | 5   | 6   | 7   | 8   | 9   | 10  | 11  | 12  | 13  | 14  | 15  | 16  | 17  | 18  | ポイント | ランキング |
| 年   | No. | ドライバー             | AUS | MAL | BHR | ESP | TUR | MON | CAN | FRA | GBR | GER | HUN | EUR | BEL | ITA | SIN | JPN | CHN | BRA | ポイント | ランキング |
| ---- | --- | ---------------------- | --- | --- | --- | --- | --- | --- | --- | --- | --- | --- | --- | --- | --- | --- | --- | --- | --- | --- | -------- | ---------- |
| 2008 | 3   | ニック・ハイドフェルド | 2   | 6   | 4   | 9   | 5   | 14  | 2   | 13  | 2   | 4   | 10  | 9   | 2   | 5   | 6   | 9   | 5   | 10  | 135      | 3rd        |
| 2008 | 4   | ロバート・クビサ       | Ret | 2   | 3   | 4   | 4   | 2   | 1   | 5   | Ret | 7   | 8   | 3   | 6   | 3   | 11  | 2   | 6   | 11  | 135      | 3rd        |

- 太字はポールポジション、斜字はファステストラップ。(key)

- ドライバーズランキング
  - ニック・ハイドフェルド 6位
  - ロバート・クビサ 4位

## F1.08B
2009年シーズンに向けて、変更されるレギュレーションに対応させたマシンである。11月17日にスペインのカタロニア・サーキットで開催されたバルセロナ合同テストでデビューした。モノコックとサスペンションはF1.08のものを使用しているが、それ以外の部分はほとんど改修されている。F1.08からの変更点として、フロントウイングとリヤウイング、ディフューザーなどのエアロパーツがレギュレーションに合致するように変更されたほか、ノーズ先端が持ちあげられ、サイドポンツーンはまったく違う形になった。KERSも同時にテストされている。